# 울산광역시의 고등학교 목록
다음 목록은 울산광역시에 있는 고등학교 목록이다.

## 가
강동고등학교

## 나
남목고등학교 ·  남창고등학교

## 다
다운고등학교 ·  달천고등학교 ·  대송고등학교 ·  대현고등학교

## 마
매곡고등학교 ·  무거고등학교 ·  무룡고등학교 ·  문수고등학교 ·  문현고등학교

## 바
방어진고등학교 ·  범서고등학교

## 사
삼산고등학교 ·  성광여자고등학교 ·  성신고등학교 ·  신선여자고등학교 ·  신정고등학교

## 아
약사고등학교 ·  언양고등학교 ·  온산고등학교 ·  우신고등학교 ·  울산가온고등학교 ·  울산강남고등학교 ·  울산경의고등학교 ·  울산고등학교 ·  울산공업고등학교 ·  울산과학고등학교 ·  울산기술공업고등학교 ·  울산동천고등학교 ·  울산마이스터고등학교 ·  울산미용예술고등학교 ·  울산산업고등학교 ·  울산삼일고등학교 ·  울산상업고등학교 ·  울산생활과학고등학교 ·  울산스포츠과학고등학교 ·  울산애니원고등학교 ·  울산에너지고등학교 ·  울산여자고등학교 ·  울산여자상업고등학교 ·  울산예술고등학교 ·  울산외국어고등학교 ·  울산제일고등학교 ·  울산중앙고등학교

## 차
천상고등학교

## 하
학성고등학교 ·  학성여자고등학교 ·  함월고등학교 ·  현대고등학교 ·  현대공업고등학교 ·  현대청운고등학교 ·  호계고등학교 ·  화봉고등학교 ·  화암고등학교 ·  효정고등학교